# Куре (Горња Гарона)
Куре (фр. Couret) насеље је и општина у јужној Француској у региону Миди Пирене, у департману Горња Гарона која припада префектури Сен Годан.
По подацима из 2011. године у општини је живело 202 становника, а густина насељености је износила 46,54 становника/km². Општина се простире на површини од 4,34 km². Налази се на средњој надморској висини од 430 метара (максималној 602 m, а минималној 370 m).

## Демографија
| 1962. | 1968. | 1975. | 1982. | 1990. | 1999. | 2011. |
| ----- | ----- | ----- | ----- | ----- | ----- | ----- |
| 115   | 140   | 131   | 208   | 211   | 195   | 202   |

График промене броја становника у току последњих година